# Harada Shintaro
Shintaro Harada (sinh ngày 8 tháng 11 năm 1980) là một cầu thủ bóng đá người Nhật Bản.

## Sự nghiệp câu lạc bộ
Shintaro Harada đã từng chơi cho Yokohama F. Marinos, Omiya Ardija và Tokushima Vortis.